# Herculândia
Herculândia là một đô thị ở bang São Paulo của Brasil. 
Đô thị này nằm ở vĩ độ 22º00'13" độ vĩ nam và kinh độ 50º23'07" độ vĩ tây, trên khu vực có độ cao 502 m. Dân số năm 2004 ước tính là 8.482 người.

### Thông tin nhân khẩu
Dữ liệu dân số theo điều tra dân số năm 2000
Tổng dân số: 7.992
- Dân số thành thị: 6.827
- Dân số nông thôn: 1.165
- Nam giới: 4.048
- Nữ giới: 3.944

Mật độ dân số (người/km²): 21,88
Tỷ lệ tử vong trẻ sơ sinh dưới 1 tuổi (trên một triệu người): 22,65
Tuổi thọ bình quân (tuổi): 67,96
Tỷ lệ sinh (số trẻ trên mỗi bà mẹ): 2,23
Tỷ lệ biết đọc biết viết: 86,82%
Chỉ số phát triển con người (HDI-M): 0,738
- Chỉ số phát triển con người - Thu nhập: 0,659
- Chỉ số phát triển con người - Tuổi thọ: 0,716
- Chỉ số phát triển con người - Giáo dục: 0,840

(Nguồn: IPEADATA)

### Sông ngòi
- Sông do Peixe
- Ribeirão Iacri

### Các xa lộ
- SP-294
- SP-383